# Cartoon Network Spanyolország
A Cartoon Network Spanyolország (spanyolul: Cartoon Network España) a Cartoon Network rajzfilmadó spanyol adásváltozata. 1993. szeptember 17-e óta elérhető Spanyolországban, de ekkor még csak az adó európai változatát lehetett fogni angol nyelven. 1994. március 4-én indult el az spanyol nyelvű sugárzás. Ma a csatorna elérhető spanyolul, katalánul és angolul. A műsorok szinkronjai különböznek a szintén spanyolul is sugárzó Cartoon Network Latin-Amerika spanyol nyelvű szinkronjaitól. Ennek a változatnak is van magazinja, a Cartoon Network Magazine. Az adó székhelye Madridban található, a Calle de Lopez de Hoyos, 35 címen.
Ez a változat bír egy időcsúsztatott csatornával is, amely neve Cartoon Network +1. Ez egy óra eltolással sugározza a Cartoon Networköt.
A Turner bejelentette, hogy a spanyol Cartoon Network és Cartoonito 2013. június 30-án sugároz utoljára. a CN pedig műsorblokként érhető el a Boingon, FindesCN néven.

## Története
Ez a változat 1994. március 4-én indult, ekkor vált ki a CN Európából. 2005. május 7-én arculatot és logót változtatott, ekkor lépett életbe a Város arculat. 2010. október 10-én ismét megváltoztatta logóját és megjelenését, ekkor debütált a CHECK it. arculat.

## Műsorai
Nagyrészt azokat a műsorokat adja, amelyeket a magyar Cartoon Network.

## Logó

Az első logó 1994. és 2005. május 7-e között. A képernyő jobb felső sarkában található.
A második logó 2005. és 2010. október 10-e között. A jobb felső sarokban található.
A harmadik logó 2010-től. A jobb alsó sarokban található.